# Ottmar Knacke
Ottmar Knacke (* 15. November 1920 in Neiße, Oberschlesien; † 9. März 2004 in Imperia (Ligurien)) war ein deutscher Metallurg und Rektor der RWTH Aachen.

## Leben
Nach seinem Abitur im Jahre 1939 in Bochum studierte Knacke in Königsberg, Danzig, Berlin, Breslau und zuletzt in Rostock Physik und Chemie und absolvierte 1948 sein Staatsexamen. Zwei Jahre später promovierte er zum Dr. rer. nat. bei Iwan Stranski an der Technischen Hochschule Berlin. Zusammen mit seinem ehemaligen Doktorvater Stranski und anderen brachte er anschließend im Jahre 1952 das vielfach beachtete Werk: „Die Theorie des Kristallwachstums“ heraus. Ein Jahr später erfolgte seine Habilitation.
Im Jahre 1960 folgte Knacke schließlich einem Ruf an die RWTH Aachen, wo er am 1. April zum ordentlichen Professor an der Fakultät für Hüttenkunde ernannt wurde und das Lehrgebiet Metallurgie der Kernbrennstoffe und Theoretische Hüttenkunde übertragen bekam. Hier wirkte er bis zu seiner Emeritierung im Jahre 1986 und leitete zwischenzeitlich von 1977 bis 1980 als Nachfolger von Bernhard Sann die Hochschule als deren Rektor.
1973 heiratete er die Architektin Prof. Renate von Brause, die allerdings bereits 1977 früh verstarb.
Für seine hervorragenden wissenschaftlichen Leistungen würdigte ihn die TU Berlin im Jahre 1993 mit der Ernennung zum Dr. Ing. E. h.

## Werke
- Ottmar Knacke/Iwan Stranski: Die Theorie des Kristallwachstums, Berlin, 1952
- Ottmar Knacke/Oswald Kubaschewski/Ihsan Barin: Thermochemical properties of inorganic substances, 3 Bände, Verlag Stahleisen, Düsseldorf, 1973–1977
- Ottmar Knacke/Hans Adolf Friedrichs: Verfahrenstechnische Grundtypen isothermer Reaktionen in durch- oder überströmten Schüttungen, Westdeutscher Verlag, Opladen, 1973